# 1198
| Calendário gregoriano                                                        | 1198 MCXCVIII                                         |
| Ab urbe condita                                                              | 1951                                                  |
| Calendário arménio                                                           | 647 – 648                                             |
| Calendário bahá'í                                                            | -646 – -645                                           |
| Calendário budista                                                           | 1742                                                  |
| Calendário chinês                                                            | 3894 – 3895 Início a 9 de fevereiro (aproximadamente) |
| Calendário copta                                                             | 914 – 915                                             |
| Calendário etíope                                                            | 1190 – 1191                                           |
| Calendários hindus - Vikram Samvat - Calendário nacional indiano - Cáli Iuga | 1253 – 1254 1119 – 1120 4298 – 4299                   |
| Calendário Holoceno                                                          | 11198                                                 |
| Calendário islâmico                                                          | 594 – 595                                             |
| Calendário judaico                                                           | 4958 – 4959                                           |
| Calendário persa                                                             | 576 – 577                                             |
| Calendário rúnico                                                            | 1448                                                  |
| Calendário solar tailandês                                                   | 1741                                                  |

1198 (MCXCVIII, na numeração romana) foi um ano comum do século XII do Calendário Juliano, da Era de Cristo, e a sua letra dominical foi D (53 semanas), teve início a uma quinta-feira e terminou também a uma quinta-feira.
No reino de Portugal estava em vigor a Era de César que já contava 1236 anos.
| Ano completo                        |
| ----------------------------------- |
| Ano comum com início à quinta-feira |

## Eventos
- Início do pontificado do Papa Inocêncio III.[1]
- Combates fronteiriços, contra os Leoneses, nas regiões da Beira Alta e Trás-os-Montes, onde perderam a vida alguns membros das mais importantes famílias da nobreza portuguesa.
- O Papa Inocêncio III recebe D. Sancho I de Portugal sob a sua protecção.
- Começa o reinado de Tsuchimikado, Imperador do Japão.

## Nascimentos
- João I de Harcourt m. 1288, visconde de Châtellerault e de Saint-Sauveur, barão de Elbeuf.
- Raimundo Berengário V da Provença m. 1245, foi conde da Provença.
- Beatriz de Saboia m. 1266 foi condessa da Provença.
- Ertogrul Gazi m. 1281, pai do fundador oficial da dinastia otomana, Osmã I.

## Mortes
- 1 de Setembro - Dulce de Aragão, esposa de D. Sancho I (n. 1160).
- 27 de Novembro - Constança da Sicília.
- 11 de Março - Marie de Champagne, condessa de Champagne, n. 1145.
- Abraão Ben David de Posquières, rabino francês.